# Fraisse-sur-Agout
Fraisse-sur-Agout är en kommun i departementet Hérault i regionen Occitanien i södra Frankrike. Kommunen ligger i kantonen La Salvetat-sur-Agout som tillhör arrondissementet Béziers. År 2022 hade Fraisse-sur-Agout 337 invånare.

## Befolkningsutveckling
Antalet invånare i kommunen Fraisse-sur-Agout
Referens:INSEE